# Histoires mystérieuses
Ne doit pas être confondu avec Histoires extraordinaires.
Histoires mystérieuses (titre original : Asimov's Mysteries) est un recueil de quatorze nouvelles d'Isaac Asimov, paru en 1968. Ce recueil a été découpé pour l'édition française en deux parties qui ont été publiées pour la première fois en France en 1969. L'ouvrage a été entièrement préfacé par Asimov lui-même et comporte pour la majorité des nouvelles des ante-scriptum et/ou des post-scriptum.
La majorité des nouvelles a ici trait au futur, à la science et à la résolution d'une enquête, bien que certaines ne présentent qu'un ou deux de ces aspects.

## Contenu
- Chante-cloche ((en) The Singing Bell, 1954)
- La Pierre parlante ((en) The Talking Stone, 1955)
- Le Patronyme accusateur ((en) What's in a Name?, 1956)
- La Cane aux œufs d'or ((en) Paté de foie gras, 1956)
- Cache-Cash ((en) A Loint of Paw, 1957)
- À Port Mars sans Hilda ((en) I'm in Marsport without Hilda, 1957)[1]
- Au large de Vesta ((en) Marooned Off Vesta, 1939)
- Anniversaire ((en) Anniversary, 1959)

Fin du premier ouvrage
- Mortelle est la nuit ((en) The Dying Night, 1956)
- La poussière qui tue ((en) The Dust of Death, 1957)
- Le Carnet noir ((en) Obituary, 1959)
- La Bonne Étoile ((en) Star Light, 1962)
- La Clef ((en) The Key, 1966)
- La Boule de billard ((en) The Billard Ball, 1967)

## Résumés
Quatre nouvelles mettent en scène Wendell Urth : Chante-cloche, La Pierre parlante, Mortelle est la nuit et La Clef. Wendell Urth exerce notamment l'activité d'« extraterrologiste » ; il connaît chaque recoin de la galaxie, sans jamais s'être éloigné à plus de quelques kilomètres de chez lui. Reclus comme dans une caverne, agoraphobe et détestant les moyens de transport modernes, sa résidence est un Louvre empli de filmolivres et autres objets rares. Il est contacté à diverses reprises par le Bureau terrestre d’investigation pour résoudre diverses énigmes.
Les nouvelles présentées ci-dessous suivent l'ordre de parution dans les diverses publications.

### Chante-Cloche
- Observation : Il s’agit de la première des quatre nouvelles mettant en scène le Dr Urth.
- Première partie (mise en place de l'intrigue) : les Chante-cloches sont d'étranges pierres lunaires qui, si on les fait tinter comme un triangle, libèrent un son extraordinaire inimitable semblable à mille carillons dû aux petites alvéoles qu'elles contiennent. Le docteur Urth doit prouver à la demande des autorités qu'un suspect, Louis Peyton, aurait séjourné dernièrement sur la Lune avec un complice, Cornwell : les deux hommes auraient cherché des Chante-cloche, et une fois celles-ci trouvées, Peyton aurait assassiné Cornwell. Les policiers voudraient soumettre Peyton à la psycho-sonde, mais dans la mesure où une personne ne peut être soumise à cette détection qu'une seule fois dans sa vie, il faut « être sûr de son coup ».
- Seconde partie (résolution de l'énigme) : Wendell Urth parvient à établir la culpabilité de Louis Peyton en le soumettant à un petit test : il lui demande de lui lancer un Chante-cloche ; l'homme lance l'objet mais, habitué à la gravité de la Lune, lance l'objet à une distance trop courte, montrant ainsi qu'il ne s'était pas réhabitué à la pesanteur terrestre.

### La Pierre parlante
- Observation : Il s’agit de la deuxième des quatre nouvelles mettant en scène le Dr Urth.
- Première partie (mise en place de l’intrigue) : le vaisseau spatial Robert Q arrive dans une station spatiale perdue au milieu des astéroïdes. Vernadsky, unique occupant de celle-ci, est avide de contact humain après des mois de solitude. Il découvre sur le navire une créature minérale extraordinaire : une « Siliconite » (la Pierre parlante du titre de la nouvelle), aussi rare que précieuse et de plus télépathe, ce qui en fait un spécimen unique. Les trois hommes du navire refusent de dire d'où elle provient. Vernadsky sait que seules de fortes irradiations peuvent produire une Siliconite aussi évoluée, et l’uranium est très prisé ; il y a donc peut-être fraude ! Vernadsky procède aux réparations, mais il sabote le navire afin qu'il tombe bientôt en panne et qu'il puisse alors extorquer des aveux à son équipage. Cependant, Vernadsky découvre trop tard que son sabotage a été trop efficace : privé d'écran protecteur, le navire a été détruit par une collision. Les hommes sont morts, et la siliconite mourante ne lâche que deux mots sibyllins concernant son lieu d'origine.
- Seconde partie (résolution de l’énigme) : le fonctionnaire Seton Davenport demande l’aide de Wendell Urth pour localiser l’astéroïde. Il n’a pour seule aide que le récit de Vernadsky et les deux mots prononcés par la Siliconite avant son décès. Urth interprète correctement ces paroles et en déduit où les membres de l’équipage avaient inscrit les coordonnées de l’astéroïde.

### Le Patronyme accusateur
Deux policiers, le narrateur et son collègue Ed Hathaway, sont appelés dans la section chimie-biologie d’une calme bibliothèque universitaire, où une employée nommée Louella-Marie a été empoisonnée par absorption de cyanure de potassium.
Les enquêteurs suspectent fortement Susan Morey, sa collègue et rivale en amour ; mais ils n'ont pas de preuve. Toute la question est de savoir qui a préparé le thé empoisonné : s’agit-il de Louella-Marie, qui se serait simplement suicidée, ou accidentellement empoisonnée en visant Susan – ou de Susan qui aurait réussi son propre coup ? Et comment le prouver ?
Les policiers trouvent alors un artisan venu se renseigner sur un produit chimique. On lui pose la question suivante : qui a-t-il vu à la banque de prêt, juste avant que le thé ne soit servi ? Il ne s’en souvient pas – Susan et Louella-Marie se ressemblaient trop ! Susan, elle, reste elliptique : oui, elle a bien vu l’homme, mais ne se souvient pas de son nom de famille. Or, il se trouve que l'artisan est un homonyme d'un chimiste célèbre, dont il a justement demandé à consulter un livre. Le fait que Susan ignore cette remarquable coïncidence prouve que, lorsque le thé a été préparé, elle n'était pas à l'accueil, mais dans la kitchenette. C'est donc bien elle l’assassin.

### Cache-Cash
Cette micronouvelle de deux pages et demie évoque une situation que les juristes n’avaient jamais prévue : Montie Harlow a détourné une forte somme d’argent et s’est ensuite réfugié dans l'avenir, via une machine à voyager dans le temps. Il demande ensuite à bénéficier de la prescription pénale…

### À Port Mars sans Hilda
Cette nouvelle a été écrite par Asimov pour un éditeur qui, ne trouvant jamais de scène, de pensée, de mot ou quoi que ce soit d'impudique dans les récits d'Asimov, en conclut que le pape de la SF en était incapable. Asimov tente de lui montrer l'inverse dans cette nouvelle.

### Au large de Vesta
Quatre hommes se retrouvent seuls survivants du naufrage d'un vaisseau spatial. Tout proches de la base de Vesta, mais dépourvus de radio, ils vont devoir utiliser leurs connaissances pour tenir et produire un signal de détresse.
Cette nouvelle d'Asimov, si elle n’est pas une énigme policière, fut l’inauguration de sa carrière d’écrivain (voir son autobiographie « Moi, Asimov »).

### Anniversaire
Cette nouvelle fut écrite par Asimov pour le magazine qui avait publié Au large de Vesta et qui lui avait demandé une nouvelle-anniversaire pour fêter ses 20 ans de carrière.
Le récit se déroule également vingt ans après l’action de la première nouvelle et fait mention de Multivac, l’ordinateur géant qui régit la Terre. Les anciens naufragés apprennent qu'une énigme entoure leur aventure, et cherchent à la résoudre.

### Mortelle est la nuit
- Observation : Il s’agit de la troisième des quatre nouvelles mettant en scène le Dr Urth.
- Première partie (mise en place de l'intrigue) : trois savants en poste sur trois lointaines planètes différentes reviennent sur Terre. Ils sont l'élite de la science, et un de leurs anciens camarades, Villiers aurait dû en faire partie. Mais la nature l'a rendu malade, et il n'a pu quitter la Terre. Lorsqu'ils le revoient, il semble fou, et annonce la plus grande découverte de l'humanité.
- Seconde partie (résolution de l'énigme) :

### La poussière qui tue
Cette nouvelle a failli, selon Isaac Asimov, être une enquête de Wendell Urth. Mais, écrite pour une nouvelle revue, il estima que cela ferait trop « fond de tiroir ». [réf. nécessaire]

### Le Carnet noir
« Ah comme un mari, génie maltraité par la vie, peut faire de la vôtre un enfer. Et ce sera pire s’il atteint la postérité. Le laissera-t-on faire ? »
L’idée de cette nouvelle serait venue à Asimov en lisant un jour la notice nécrologique d’un confrère écrivain de science fiction.[réf. nécessaire]

### La Bonne Étoile
Trent et Brennmeyer ont volé du krillium et se sont enfuis dans l'hyper-espace. Mais Trent, par cupidité, a poignardé Brennmeyer afin de garder par devers lui la totalité du précieux métal. Aucun risque : l'ordinateur dispose dans sa banque de données mémorielle l'intégralité des étoiles de classes F, B, A et O. Lorsqu'il aura trouvé une étoile et procédé à la localisation du vaisseau, l'ordinateur sortira de l'hyper-espace et cherchera une planète habitée où Trent pourra vendre le krillium. Une étoile apparaît à l'écran : Trent découvre qu'il s'agit d'une supernova qui, ayant explosé récemment, n'est pas répertoriée dans les bases de données de l'ordinateur. Et celui-ci cherche, cherche, cherche sans s'arrêter, pour trouver la localisation de cette étoile. Trent, qui n'est pas informaticien, ne sait pas comment donner l'ordre à l'ordinateur d'ignorer cette étoile : il est condamné, non pas à devenir milliardaire, mais à mourir asphyxié ou de faim dans son vaisseau…

### La Clef
- Observation : Il s’agit de la quatrième et dernière nouvelle mettant en scène le Dr Urth.
- Première partie (mise en place de l’intrigue) : des sociétés privées se sont lancées dans l’exploration spatiale. Deux de leurs salariés découvrent sur la Lune un artefact d’origine extraterrestre, capable de conférer des capacités télépathiques à un homme qui serait sous le coup d'une forte émotion. L’un (Strauss) veut utiliser l’artefact à des fins sinistres, l’autre (Jennings), plus honnête, tente d'informer la Terre. Les deux hommes s’entretuent. Plus tard, on retrouve un message codé rédigé par Jennings : on suppose qu'il y indique la cachette de l’artefact.
- Seconde partie (résolution de l’énigme) : les techniciens sur Terre ne parvenant pas à déchiffrer le message, font appel à Wendell Urth, qui le fait pour eux.

### La Boule de billard
Les deux esprits les plus brillants de leur siècle en viendront-ils, en découvrant et exploitant la science, à s’opposer jusque dans une bataille mortelle, un dernier acte, un rideau se baissant de la plus cruelle des façons?
L’ante-scriptum de cette nouvelle fait mention du jour où Asimov reçut le prix Hugo à Cleveland en 1996 devant sa femme et sa fille. Le magazine de science fiction If fut également récompensé et décida de publier un écrit de chaque lauréat. Asimov promit d’écrire une nouvelle pour l’occasion, promesse qui aboutit à la rédaction de cette nouvelle.